# Силеа
Силѐа (на италиански и на венециански: Silea) е град и община в Северна Италия, провинция Тревизо, регион Венето. Разположен е на 7 m надморска височина. Населението на общината е 10 178 души (към 2014 г.).